# Ovida Delect
Ovida Delect (* 24. April 1926 in Caen als Jean-Pierre Voidies; † 9. Oktober 1996 in Coutances) war eine französische Dichterin und Politikerin der Parti communiste français. Während des Zweiten Weltkriegs wurde sie wegen ihrer Mitgliedschaft in der Résistance verhaftet und in mehrere Außenlager des KZ Neuengamme deportiert. Nach dem Krieg widmete sie sich dem Schreiben, arbeitete als Lehrerin und wurde später in einer Gemeinde der Île-de-France zur stellvertretenden Bürgermeisterin gewählt.
Delect war eine der wenigen dokumentierten trans Häftlinge eines Konzentrationslagers. Allerdings hatte sie erst viele Jahrzehnte nach Kriegsende ihr öffentliches Coming-out. Ein Dokumentarfilm, in dem sie porträtiert wurde, ihre Gedichtbände sowie zwei Autobiografien trugen dazu bei, die Situation von trans Personen in der französischen Gesellschaft einem breiten Publikum näherzubringen.

## Im Zweiten Weltkrieg
Ovida Delect wurde 1926 in Caen geboren und wuchs dort auch auf. Am Anfang der deutschen Besetzung während des Zweiten Weltkriegs war die 16-jährige Schülerin, die offiziell und dem Erscheinungsbild nach als Junge (und lange Zeit danach noch als Mann) wahrgenommen wurde, am katholischen Lycée Malherbe ihrer Heimatstadt. Sie wusste bereits damals, dass sie sich dem ihr bei der Geburt zugewiesenen männlichen Geschlecht nicht zugehörig fühlte. Delect schrieb zu der Zeit erste Gedichte, in denen sie indirekt ihre Andersartigkeit und ihren Wunsch nach persönlicher Freiheit behandelte. Allerdings wollte sie zu dieser Zeit nicht Schriftstellerin werden, sondern strebte das Priestertum an. Nach eigenen Angaben schwärmte sie für die Gewänder, beispielsweise Röcke und Talare, die Frauenkleidern ähnelten.
Da Delect Kommunistin war, wollte sie gegen die deutschen Besatzer in ihrem Heimatort kämpfen. Sie plante unter anderem, einigen sowjetischen Kriegsgefangenen, die in Caen Bauarbeiten durchführen mussten, heimlich Nahrungsmittel zukommen zu lassen. Irgendwann schloss sie sich mit fünf gleichgesinnten Schulkameraden der Résistance an. Ihre Gruppe hatte Verbindungen zur Front national, einer kommunistischen Widerstandsbewegung, die von der Parti communiste français (PCF) gegründet worden war. Die sechs trafen sich regelmäßig im botanischen Garten von Caen, um dort ihre Pläne auszuarbeiten. Bei einer Aktion zerstach ein Mitglied mit einem Stockdegen aus dem Ersten Weltkrieg die Reifen einiger feindlicher Fahrzeuge vor der städtischen Heeresunterkunftsverwaltung. Zudem eignete sich die Gruppe Informationen über Verteidigungsstrategien der deutschen Marine in ihrer Heimatstadt an, die sie weitergab. Delect trat im Januar 1944 den Jeunesses nationales populaires bei, einer Jugendorganisation der rechtsextremen, kollaborierenden Partei Rassemblement national populaire (RNP), um sie von innen heraus zu manipulieren.
Während ihrer Zeit bei den Jeunesses nationales populaires gelang es Delect wichtige Dokumente der RNP zu entwenden, indem sie sich eines Tages heimlich in die Parteizentrale schlich und die Aktentasche des Vorsitzenden Marcel Déat mitnahm. Die Gruppe gelangte so neben Mitgliederlisten an den Parteistempel, mit dem sie gefälschte, vermeintlich von Déat unterzeichnete Verfügungen herstellte. Deswegen erschienen in einer Lokalzeitung mehrere Falschmeldungen, unter anderem die Absage einer Kinoaufführung des Propagandafilms Jud Süß aufgrund des Todes zweier bekannter örtlicher Kollaborateure, die mit einem Nachruf geehrt wurden und in Wahrheit noch am Leben waren. Delect und ihre Mitstreiter schickten auch Drohbriefe an Parteimitglieder, die sie mit „Die Widerstandsbewegung“ unterschrieben, worauf die Parteizentrale vorübergehend geschlossen wurde.
Am 23. Februar 1944 wurden Delect und einige Mitstreiter von der Gestapo verhaftet, da Delect bei ihrem Einbruch in die RNP beobachtet worden war. Die Beamten hielten sie für eine Art Anführer. Da sie glaubten, von ihr wichtige Informationen über die Résistance erhalten zu können, folterten sie Delect ungefähr zwei Wochen lang, meistens mit Auspeitschungen oder Schlägen, und forderten sie auf, Namen anderer Mitglieder des Widerstands preiszugeben. Laut eigener Aussage gab Delect ihre Rolle als Anführerin der Gruppe offen zu und ließ sich von den Beamten widerstandslos verprügeln, damit die anderen Verhafteten im Gegenzug weniger brutal verhört wurden. Sie habe keinerlei Informationen verraten, sodass viele Jugendliche, die gelegentlich an Aktionen ihrer Gruppe teilnahmen, von der Gestapo nie gefunden wurden. Nach den erfolglosen Verhören verbrachte die Gestapo Delect mit einem Gefangenentransport zunächst zum KZ Royallieu und von dort aus weiter nach Hannover-Misburg, einem Außenlager des KZ Neuengamme.
Delects Lagerakte ist nicht erhalten. Sie schrieb aber später in Gedichten über ihre Haftzeit, in denen neben den Haftbedingungen wie verlausten Baracken und der schlechten Versorgung, wegen der sich ausgehungerte Häftlinge gegenseitig Esswaren stahlen, auch mehrere Todesmärsche beschrieben sind. Den ersten überlebte sie Anfang 1945, als sie vom Lager Versen aus mit anderen Häftlingen aufbrechen musste. Sie litt dabei in der Winterkälte unter fehlendem Schuhwerk und schwerem Husten und hörte die Wehlaute sterbender Häftlinge. Im März desselben Jahres wurde Delect auf einem letzten Todesmarsch mit über 9000 weiteren Häftlingen ins Kriegsgefangenenlager Stalag X-B in Sandbostel gebracht. Infolge der dort ebenfalls äußerst schlechten Versorgung glich sie nach eigener Aussage einem „lebenden Leichnam“. Trotzdem gelang es Delect, zusammen mit 6000 bis 7000 Häftlingen bis zur Befreiung des KZ durch die britische Armee am 29. April durchzuhalten. Sie erklärte später in Autobiografien, die Lager aus zwei Gründen überlebt zu haben. Zum einen habe sie sich Gedichte ausgedacht, die sie unbedingt niederschreiben wollte. Zum anderen habe ihr auch ihre Geschlechtsidentität geholfen. In ihrer Fantasie stellte sie sich vor, irgendwann offen als elegante, Roben und Parfüm tragende Frau leben zu können.

## Leben nach dem Krieg
Kurz nach Kriegsende kehrte Delect nach Caen zurück und machte ihr Baccalauréat. In dieser Zeit wurden einige ihrer Gedichte aus der KZ-Haft erstmals veröffentlicht. Für ihre Lyrik erhielt sie 1946 den Prix Paul Valéry, einen Literaturpreis der Académie française, dessen Gewinner von Schülern und Studierenden bestimmt werden. Kurz danach begann sie in Paris mit dem Studium an der École normale supérieure. Laut einer Autobiografie finanzierte sie ihren Lebensunterhalt in der Hauptstadt mit Gelegenheitsjobs. Sie gründete dort auch einen Dichter-Treff und lernte so den Surrealisten Paul Éluard kennen, der ihr Gedicht Poème des temps nouvelles mehrmals in Paris vortrug, unter anderem im Maison de la Mutualité, einem Kongresszentrum im 5. Arrondissement. Delects Werke erschienen zunächst beim renommierten Verlag Pierre Seghers, allerdings verlängerte dieser ihren Vertrag nicht, als sie anfing, über gesellschaftliche Homo- und Transphobie zu schreiben. Deswegen veröffentlichte sie ab den 1950er Jahren hauptsächlich in kleiner Auflage bei Independent-Verlagen.
Nach dem Ende ihres Studiums absolvierte Delect zunächst ein einjähriges Praktikum in Nantes, bevor sie Französischlehrerin für Berufsschulen in Mont-Saint-Éloi im Pas-de-Calais wurde. Während eines Sommerurlaubs in Hyères 1952 traf sie auf ihre spätere Ehefrau Huguette Papin, eine Erzieherin und kommunistische Aktivistin aus Sarthe. Die beiden heirateten 1953 und hatten einen gemeinsamen Sohn namens Jean-Noel. Delect vertraute ihre Geschlechtsidentität sowohl ihrer Ehefrau als auch einigen Freunden an, lebte aber weiterhin öffentlich als Mann. Zudem informierte sie sich erstmals über Transitionen, nachdem sie einen Zeitungsartikel über Christine Jorgensen gelesen hatte. Die US-Amerikanerin war nach ihrer geschlechtsangleichenden Operation (GA-OP) zuerst in ihrem Heimatland und kurz darauf auch weltweit bekannt geworden, da sie die erste bekannte trans Frau in den USA war, die sich diesem Eingriff unterzog. Delect sah in Jorgensens Vita Parallelen zu ihrem eigenen Leben, da beide schon als Kinder Frauenkleider trugen und um ihre Weiblichkeit wussten. Zudem litten sie aufgrund der Geheimhaltung ihrer wahren Identität unter schweren Depressionen.
1968 wurde Delect, die immer noch Mitglied der PCF war, zur stellvertretenden Bürgermeisterin von Freneuse gewählt, einer kleinen Gemeinde in der Île-de-France. In dieser Zeit verschlechterte sich ihre psychische Gesundheit, worauf sie den Roman La Demoiselle de Kerk in Form eines Prosagedichts verfasste. Er handelt vom Alltag eines jungen Mädchens in Caen während der deutschen Besatzung. Delect beschrieb das Buch als „adaptierte Autobiografie“. Sie erklärte zudem, sich durch das Schreiben befreit und behauptet zu haben. Ihre Tätigkeit als Schriftstellerin habe ihr dabei geholfen, schwere Zeiten zu überstehen, hohe Hindernisse zu bewältigen und sich nicht selbst das Leben zu nehmen.

## Transition
Im Alter von 55 Jahren wurde Delect pensioniert und entschloss sich, offen mit ihrer Transidentität umzugehen. Sie vollzog zunächst eine soziale Transition, passte also ihre Frisur sowie ihren Kleiderstil ihrer weiblichen Geschlechtsidentität an und ließ sich mit femininen Pronomina anreden. Sie verwendete nun auch offiziell den Namen Olivia Ovida Delect, der seit 1975 ihr Pseudonym beim Schreiben war und unterzog sich schließlich einer  geschlechtsangleichenden Operation. Delect lebte mit ihrer Ehefrau und dem gemeinsamen Sohn weiterhin in einem kleinen Ort in Eure. Dessen Einwohner tolerierten Delects Transition mehrheitlich und wählten sie zur Rednerin bei einer örtlichen Gedenkveranstaltung für französische Veteranen am Nationalfeiertag. 1982 veröffentlichte Delect im Selbstverlag ihre erste Autobiografie La prise de robe. Itinéraire d’une transsexualité vécue.
1986 willigte Delect ein, im Dokumentarfilm Appelez-moi Madame der Regisseurin Françoise Romand porträtiert zu werden. Der Film schildert ihre Tätigkeit als politische Aktivistin und Schriftstellerin sowie ihren Alltag als trans Frau. Darin kommen unter anderem Huguette und Jean-Noel zu Wort, die ihre Transition zwar unterstützten, mit dieser Änderung aber gleichzeitig haderten, während sich einige der interviewten Einheimischen über Delect mokierten und sie weiterhin mit männlichen Pronomina bezeichneten. Nach der Veröffentlichung des Films stieg Delects Bekanntheitsgrad in der französischen Öffentlichkeit, weswegen sie Ende der 1980er Jahre eingeladen wurde, bei einer Veranstaltung für Frauen im Maison de femmes in Paris einige ihrer Gedichte vorzutragen. Dort lernte sie die Historikerin Christine Bard kennen, die Delect später als „lebenslange Widerstandskämpferin“ bezeichnete. Sie habe sich nicht erst gesellschaftlichen Konventionen und den Nationalsozialisten, sondern bereits ihren religiös-konservativen Eltern widersetzt, die sie als „misslungenes Mädchen“ betrachteten. Laut Bard seien die meisten Teilnehmerinnen der Veranstaltung Lesben gewesen und hätten Delects Schilderungen ihres Werdegangs neugierig und zugleich verblüfft verfolgt.
Bard schilderte auch einen Vorfall auf dem Festival international de films de femmes de Créteil, auf dem Appelez-moi Madame 1987 aufgeführt wurde. Delect wurde dort von einigen radikalen Feministinnen konfrontiert, die ihr vorwarfen, mit ihrer Art von Weiblichkeit patriarchale Strukturen zu unterstützen. Sie antwortete ihnen, dass es falsch wäre, Feminität in eine „roboterhafte Schublade“ zu stecken, da sie verschiedene Formen, abhängig von den Gefühlen und Persönlichkeiten jeder einzelnen Frau, habe. Laut Bard habe diese Begegnung Delect, die sich von den Frauen verspottet fühlte, stark beeinflusst. Aufgrund einer ähnlichen „Aggressivität einiger Traditionalisten“ in ihrem Heimatort habe sie diesen schließlich verlassen und sich danach wieder verstärkt dem Schreiben sowie politischem Aktivismus zugewandt. 1996 veröffentlichte Delect eine weitere Autobiografie mit dem Titel La Vocation d’être femme: itinéraire d’une transsexualité vécue. Sie starb im selben Jahr an den Folgen einer nicht näher bekannten Krankheit.

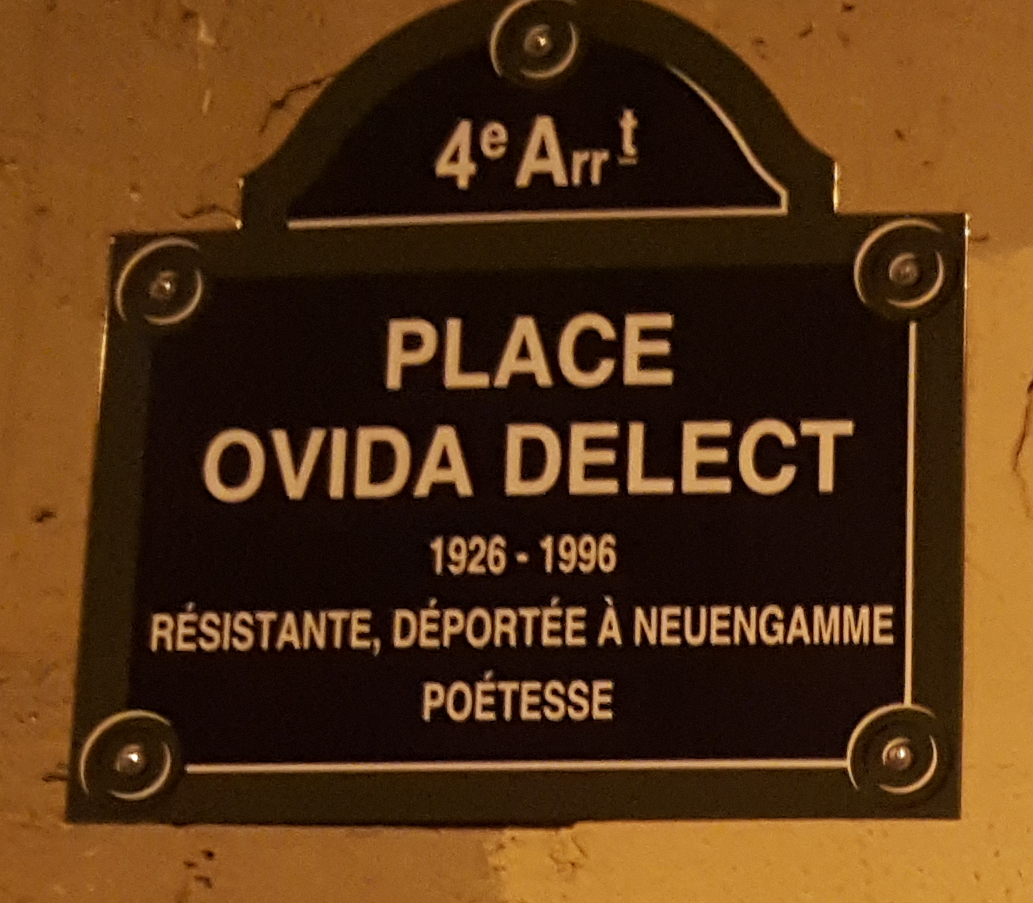
Plakette am Place Ovida Delect in Paris

## Würdigungen
Am 19. Juni 2019 wurde im 4. Arrondissement von Paris ein Platz nach Ovida Delect benannt. Er liegt an der Kreuzung von Rue des Archives und Rue des Blancs-Manteaux im Marais, Quartier Saint-Gervais und Quartier Saint-Merri. Die Namensänderung erfolgte sowohl anlässlich des 50. Jahrestags der Stonewall-Demonstrationen in New York als auch im Rahmen einer Initiative der Pariser Bürgermeisterin Anne Hidalgo, die Stadt LGBT-freundlicher zu machen und die queere Gemeinschaft im ganzen Land zu stärken.
Im März 2021 fand in Caen ein vom örtlichen Frauenkollektiv Caen à ELLES veranstalteter Rundgang statt, bei dem die Leistungen mehrerer Töchter der Stadt, unter anderem Delect, durch auf Straßenschildern gedruckte Kurzbiografien erläutert wurden. Im Jahr darauf war Delects Name einer von zwölf neuen Namen für Straßen, Alleen und Stadtgärten in Rennes, die nach in der französischen Öffentlichkeit in Vergessenheit geratenen Frauen benannt werden sollen.

## Bibliografie (Auswahl)
- Buffalo. Éditions Seghers, Paris 1946, ISBN 2-232-13396-6.
- Irène. FeniXX réédition numérique, Nanterre 1957, ISBN 2-307-03552-4.
- Chemin d’un écolier... FeniXX réédition numérique, Nanterre 1960, ISBN 2-307-04192-3.
- Les petites semaines. FeniXX réédition numérique, Nanterre 1961, ISBN 2-307-21274-4.
- Le chêne Languelongue. FeniXX réédition numérique, Nanterre 1964, ISBN 2-307-00478-5.
- La Demoiselle de Kerk. La Pensée universelle, Paris 1972.
- La prise de robe: Itinéraire d’une transsexualité vécue. Eigenveröffentlichung, Eure 1982.
- La petite gabegie farfelue. Ed. Saint-Germain-des-Prés, Paris 1986, ISBN 2-243-02835-2.
- Il y en a que j’aime tant. FeniXX réédition numérique, Nanterre 1988, ISBN 2-402-13981-1.
- Les chevaux de frise couraient sur l’hippodrome: A travers croix, têtes de mort, coups et bombes, une jeunesse résistante. Editions du Pavillon, Paris 1994, ISBN 2-7384-2946-7.
- La vocation d'être femme: Itinéraire d’une transsexualité vécue. Editions l’Harmattan, Paris 1996, ISBN 2-7384-4687-6.